# Љу Боченг
Љу Мингџао (кин: 刘明昭; познатији као Љу Боченг; 4. децембар 1892 – 7. октобар 1986), био је кинеска војни заповедник и маршал Народне Републике Кине.
Љу је познат као 'половина' у кинеских "три и по" стратега у модерној историји. Остала тројица су Лин Бјао и Су Ју, команданти Комунистичке партије Кине, и командант Куоминтанга Бај Чонгси. Званично, Љу је био признат као револуционар, војни стратег и теоретичар и један од оснивача Народноослободилачке армије. Љуови надимци, Кинески Марс, Кинески Кутузов и Једнооки змај, такође одражавају његов карактер, војна достигнућа, образовање совјетског официра и чињеницу да је изгубио десно око у борби.

## Биографија
Љу Боченг је рођен у породици сиромашних фармера у југозападној провинцији Сечуан.
Своју војну каријеру започео је као плаћеник у студентској милицији формираној након Синхајске револуције 1911. за одбрану младе републике. У бици против трупа Јуан Шикаја 1916. изгубио је око, због чега је добио надимак Једнооки змај.
Постигао је висок положај у хијерархији снага Куоминтанга као командант провинције Сечуан. Године 1926. придружио се Комунистичкој партији Кине. Након унутрашњег политичког раскида између Куоминтанга и комуниста, окренуо је леђа КМТ војсци и постао један од оснивача кинеске Црвене армије. У грађанском рату против Куоминтанга, служио је као војни командант устанка у Нанчангу. Након неуспеха устанка, емигрирао је у Совјетски Савез по налогу партије. Тамо је студирао на Војној академији М.В. Фрунзе, научио руски и био први преводилац војних научних текстова са руског на кинески језик.
Након повратка у Кину разорену грађанским ратом 1930. године, служио је као начелник Војне академије Црвене армије у Ђангсију и као начелник штаба Централне војне комисије Црвене армије. Током Дугог марша наставио је да делује као начелник штаба и као командант колоне која је пратила Централни комитет партије. Љу Боченг је подржао Мао Цедунга да потврди своје право на вођство унутар партије током Дугог марша.
По почетку јапанског напада на Кину, Куоминтанг и комунисти прекинули су свој грађански рат да би се заједнички одбранили од спољног непријатеља. Током рата, Љу Боченг је служио као командант 129. дивизије и са њом је учествовао у офанзиви стотину регименти. Развио је радни однос са Денг Сјаопингом, који је служио као политички комесар дивизије. 129. дивизија је касније проширена у Другу пољску армију, а Љу је предводио ову војску у борби против трупа Чанг Кај Шековог Куоминтанга. Предводио је комунистички покушај да се пробије из Шансија како би успоставио антијапанске базе у планинама које се граниче са Шансијем, Хебејем и Хенаном. Након што се Јапан предао 1945. године, Љу је командовао неколико теренских армија и покренуо промену стратегије комуниста са герилске тактике на противнапад. У јуну 1947. предводио је са Денг Сјаопингом напад на планине Дабје северно од главног града Куоминтанга Нанкинга, Хуајхај кампању и прелазак реке Јангце. Ови маневри уништили су централну војску Куоминтанга и натерали је да се повуче у јужну Кину.
Када је Мао 1. октобра 1949. године на Тргу Тјенанмен прогласио Народну Републику Кину, Ау је био међу учесницима церемоније. Касније је именован за заменика секретара југозападне канцеларије КПК у Чунгкингу, чији је први секретар био Денг Сјаопинг. Касније је био на високим војним функцијама, као што су председник и политички комесар Војне академије Народноослободилачке армије, заменик председника Војне комисије при ЦК КПК, члан више сталних комитета Националног народног конгреса и неколико ЦК КПК. Године 1955. Љу је био именован за маршала Народне Републике Кине.
Што се тиче изградње Народноослободилачке армије, Љу Боченг се противио копирању Совјетске армије и позвао на изградњу модерне војске у складу са искуствима Антијапанског рата и Грађанског рата. Овде је изгубио подршку Маоа, који је позвао да се војска изгради по узору на совјетски модел. Године 1956, Љу Боченга је на месту шефа војне академије заменио Је Ђањинг и морао је да јавно критикује самог себе. Задржао је своје друге позиције у партији и оружаним снагама, али је био по страни у погледу политике моћи. У време Културне револуције, Љу Боченг је био потпуно слеп због старости и поштеђен политичких репресалија. Током 1970-их, подржао је успон Денг Сјаопинга против Групе четворице као и његове далекосежне економске реформе.
Умро је као најстарији од команданата Дугог марша.